# Grigori Dewidowitsch Sijatwinda

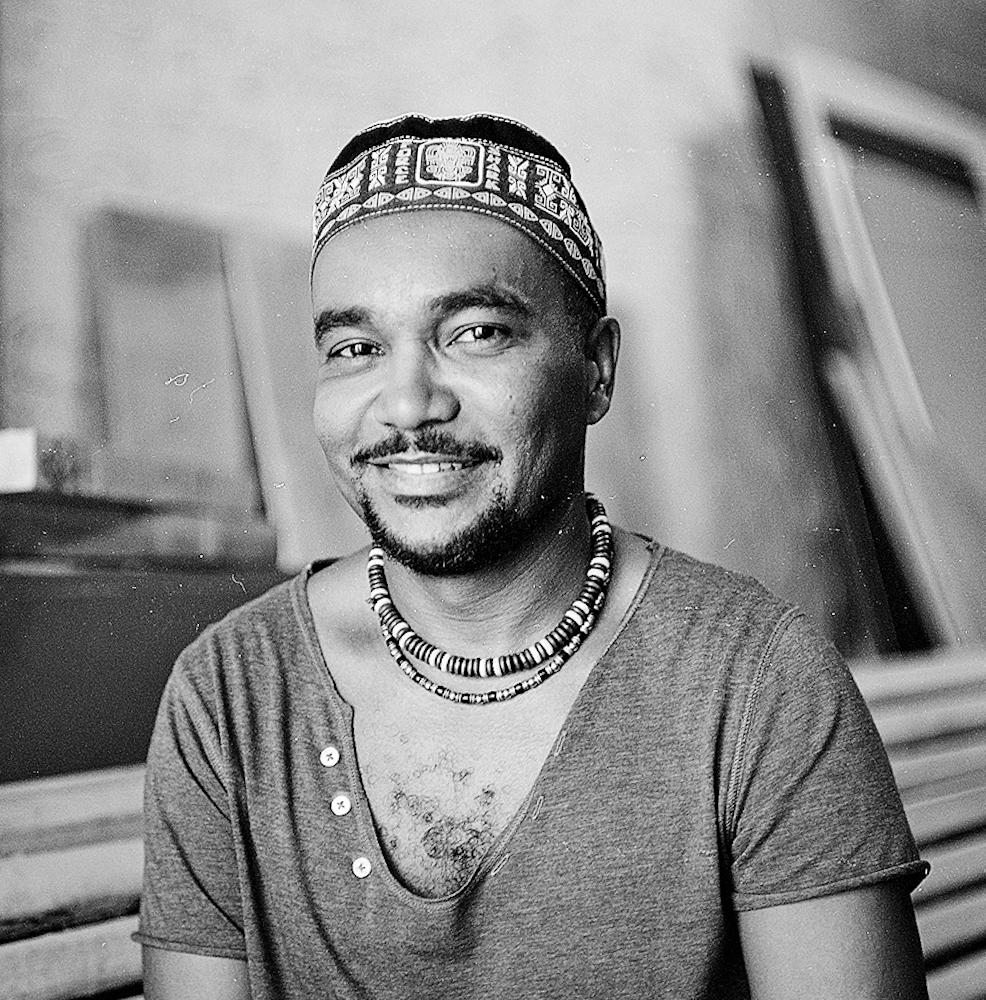
Grigori Sijatwinda (2011)

Grigori Dewidowitsch Sijatwinda (russisch Григо́рий Дэ́видович Сиятвинда; *  26. April 1970 in Tjumen, RSFSR, Sowjetunion als Grigori Dewidowitsch Sjatunda) ist ein Schauspieler russisch-sambischer Herkunft. Er trägt seit 2006 die Auszeichnung „Verdienter Künstler der Russischen Föderation“.

## Leben
Grigori Sijatwinda wurde 1970 als Sohn eines Sambiers und einer Russin geboren. Seine Eltern lernten sich in Charkow kennen, wo sein Vater Medizin studierte und lebten zunächst dort. Als Sijatwinda zwei Jahre alt war, zogen seine Eltern nach Sambia. Als sich seine Eltern 1975 jedoch scheiden ließen, kehrte seine Mutter in die Sowjetunion zurück und nahm ihn mit. Zurück in der Heimat der Mutter wuchs Sijatwinda später mit seinem Stiefvater, dem bekannten Tjumener Künstler Anatoli Kwasnewski auf, zu dem er bis heute ein gutes Verhältnis hat.
Als Grigori Sijatwinda 1986 die Mittelschule in Tjumen als Klassenbester abschloss, wurde er am Tjumener Industrie-Institut (Тюменский индустриальный институт) aufgenommen. Nach dem ersten Semester wurde er allerdings zu einem einjährigen Wehrdienst bei der Sowjetarmee eingezogen. Anschließend brach er sein Studium ab, weil er sich für eine Karriere im künstlerischen Bereich entschlossen hatte. Dafür ging er nach Moskau, um an der Schtschukin-Theaterhochschule angenommen zu werden. Dieses Institut schloss er 1995 mit dem Diplom ab und arbeitete danach im Moskauer Theater „Satirikon“.
1996 debütierte Grigori Sijatwinda als Filmschauspieler, was seinen persönlichen Durchbruch darstellte. Er gewann eine Auszeichnung nach der anderen und bekam 2006 schließlich den Ehrentitel „Verdienter Künstler der Russischen Föderation“. Zudem wurde ihm im Jahr 2003 von Russlands Präsident Wladimir Putin der „Staatspreis der Russischen Föderation“ überreicht.
Seit 2015 spielt Sijatwinda in diversen russischen Sitcoms mit. Seine bekannteste Rolle ist die des spielsüchtigen und intriganten Restaurantchefs Michail Dschekowitsch in der Sitcom Кухня (deutsch Die Küche).
Grigori Sijatwinda ist bis heute einer der ganz wenigen Afro-Russen im russischen Showgeschäft. Er selbst identifiziert sich jedoch als Russe. Seine Freunde würden über ihn sagen, er sei „russischer als mancher Russe“.
Er ist seit 2007 mit der Tänzerin Tatjana Sijatwinda (* 1980) verheiratet, die er während der Dreharbeiten kennengelernt hatte. Die Ehe ist bislang kinderlos geblieben.